# The Taming of Texas Pete
The Taming of Texas Pete (con il sottotitolo Making a Bad Man a Good) è un cortometraggio muto del 1913 diretto da William Duncan.

## Produzione
Il film fu prodotto dalla Selig Polyscope Company.

## Distribuzione
Distribuito dalla General Film Company, il film - un cortometraggio di una bobina - uscì nelle sale cinematografiche statunitensi il 30 luglio 1913.